# Matteo Bono
Matteo Bono (født 11. november 1983) er en italiensk tidligere professionel cykelrytter.